# Ороско, Ольга

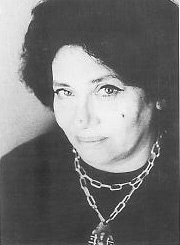
Ольга Ороско, 1960

Ольга Ноэми Гульотта Ороско (исп. Olga Noemí Gugliotta Orozco; 17 марта 1920, Тоай, Ла-Пампа, Аргентина — 15 августа 1999, Буэнос-Айрес) — аргентинская поэтесса, журналистка.

## Биография
Отец — сицилиец, мать — аргентинка. Выросла в Баия-Бланка, в 16 лет приехала в Буэнос-Айрес. Закончила Буэнос-Айресский университет. Работала журналистом в прессе и на радио, выступала на театральной сцене. Дружила с Алехандрой Писарник, они посвящали друг другу стихи.

## Творчество
В литературе принадлежала к так называемому третьему авангарду (Оливерио Хирондо и др.), сложившемуся под влиянием сюрреализма.

## Книги
- Издалека/ Desde lejos (1946)
- Смерть за смертью/ Las muertes (1951)
- Опасные игры/ Los juegos peligrosos (1962)
- Тьма это свет, но другой/ La oscuridad es otro sol (1967, стихотворения в прозе)
- Музей дикой природы/ Museo salvaje (1974)
- 29 стихотворений/Veintinueve poemas (1975)
- Песни для Береники/ Cantos a Berenice (1977)
- Неуловимая реальность/ Mutaciones de la realidad (1979)
- Ночь на плаву/ La noche a la deriva (1984)
- Изнанка неба/ En el revés del cielo (1987)
- Вот этими губами в этом мире/ Con esta boca en este mundo (1994)
- Свет это бездна/ También la luz es un abismo (1998)
- Сполохи невидимого/ Relámpagos de lo invisible (1998)

## Признание
Лауреат многих премий, включая премию Габриэлы Мистраль и премию Хуана Рульфо (1998). Стихотворения Ороско переведены на основные европейские языки.
В 1994 в родном городе поэтессы открыт её музей-квартира, который действует как культурный центр (). Здесь хранится библиотека Ороско.